# むかいねね
むかいねね（むかい ねね、1987年11月12日 - ）は、日本の元AV女優。愛媛県出身。
身長：138.7cm、スリーサイズはB75（B）/W57/H86。特技はクラリネット。
プロフィール上の名前は「むかいねね」だが、一部の作品では「向井ねね」と苗字が漢字で表示されることがある。

## 略歴
2006年の秋にAVデビュー。
2008年11月14日自身のブログにて引退表明。

## 出演作品
2006年
- 女子○学生ナンパ生ハメ強制中出し! 身長137センチの幼女ねね（11月19日 BODY）
- ちびっ子スパルタ体罰教室（12月19日 クロス）
- 児●自慰見せ 公衆便所変質者 ～第二章～（12月23日 ラハイナ東海）

2007年
- いたずら第2章 幼淫悪戯 ねね（1月13日 グローリークエスト）
- パイパン中○生 2枚組5時間DX（1月17日 DAI）
- 素人娘ドキュメント 再現痴漢（1月25日 レッド）オムニバス作品
- 一度はやりたい女子●学校の先生（2月8日 SODクリエイト）
- 児童性愛者を抹殺せよ 1（2月17日 ラハイナ東海）
- 密録投稿4・長崎制服少女（2月23日　ゴーゴーズ）
- U-12 小○生日記 8（3月17日 エイチ・エス映像）
- 妹はあまえんぼう（3月19日 レイデックス）
- 偽装バス痴漢 6（4月1日 V (ヴィ））オムニバス作品
- 少女の花弁 14（4月18日 メルモ＠倶楽部）
- 未成年ダンサー! 芸能人予備軍の女子○学生の皆さ～ん! 私がHなレゲエダンサーです。（4月19日 LADY×LADY）
- 思春期無残M調教 あみ（5月23日 うP職人）
- 三年生 中出し記念日 出席番号 1番 ねねぴょん（5月23日 プレステージ）
- 聖○○病院 女子病棟盗撮（5月25日 レッド）オムニバス作品
- Doll 139センチのリアルラブドール（6月22日 BeCool）
- 時間よ止まれ!パート7 ～いつでもどこでもハレンチ天国～（7月5日 V&Rプロダクツ）
- あ～中年女 狂態・恥態・変態（7月10日 FAプロ）
- 色っぽい嫁 好き者嫁のあえぎ声は近所迷惑 亭主の弟とねんごろに… 青姦大好き露出狂嫁（7月10日 FAプロ）
- 少女体罰6（7月13日 中嶋興業）
- 痴漢小●科医10人隊がイクッ!（8月4日 SODクリエイト）オムニバス作品
- ニッポンの婦人たち 父と義娘がする 学校の先生がする教室の セーラー服でする青姦 割烹着のままする 48手（8月10日 FAプロ）
- 昭和の夏はSEXの匂い おかんとおとんと妹と姉ちゃんと…（8月10日 FAプロ）
- ソフト・オン・デマンドNEWS 報道特集 子どもたちを守れ! ーイキ過ぎた性教育の実態ー（8月16日 SODクリエイト）
- 健康ランドでお父さんの目を盗んで、ちっちゃい娘にイタズラ。（8月16日 SODクリエイト）オムニバス作品
- ○学生いじめっ子グループ 2（8月16日 SODクリエイト）
- パイパンちびっ子クーデター 職員室お尻ジャック（8月19日 クロス）
- 子供服でやられたい!私はド変態女（8月25日 ながえスタイル）
- 「間違えたフリして女子校通学バスに乗り込んでヤられた」 VOL.3（9月20日　DANDY）…オムニバス作品
- 日常生活の中のま○こいじり 2（9月25日 アロマ企画）
- 巨痴女LEZ FILE1（9月28日 IZM）
- SEXの匂いがする女たち（10月10日 FAプロ）
- ハイジ4 少女愛 ～僕だけの美少女偶像(アイドル）～（10月18日 アイエナジー）
- 少女イラマチオ（11月1日 中嶋興業）※再編集作品
- ペニバンFUCKレズ総集編ベスト4時間（11月19日 クロス）※再編集作品
- 朝倉家3姉妹物語 おかあさんが帰るまでお留守番の巻（11月22日 LADY×LADY）
- 親子崩壊 2（11月22日 ナチュラルハイ）
- ナチュラルハイ年末スペシャル 女子○学生体罰教室（12月20日 ナチュラルハイ）
- V&R 2007 下半期BEST（12月20日 V&Rプロダクツ）※再編集作品
- Dr.ピノッコの手術記録（12月20日 大洋図書）

2008年
- 痴漢総集編 女学生限定版（1月1日 V (ヴィ））※再編集作品
- 私立女子C学校レズいじめ（1月5日 V&Rプロダクツ）
- R-35 vs U-18 女子校生に虐められたい中年M男 2（1月15日 グローリークエスト）
- 巨痴女LEZ FILE2（1月25日 IZM）
- 近親○姦 祖父と孫（1月25日 フラットコーポレーション）
- 中出し4時間 パイパン編（2月7日 アイエナジー）※再編集作品
- 中●生ゴム無し受精 ねね+ルビー（2月8日 フラットコーポレーション）
- 極太ディルドーレズビアン合体総集編4時間（3月19日 クロス）※再編集作品
- 汁だく特盛!手コキと勢いのある射精（4月25日 レイデックス）※再編集作品
- L@VE SCHOOL（4月26日 ユープランニング）
- ハイジ スペシャル（5月8日 アイエナジー）※再編集作品
- 迷子を保護するセクハラ警備員ファイル ママとはぐれた隙にいたずらされる身体が丸みをおびてきた可愛い女の子たち（5月13日 カルマ）オムニバス作品
- 体調不良を訴える女子児○にみだらな行為 小児科医セクハラ 中○生ハメ撮り診察の全記録 2（6月13日 カルマ）オムニバス作品
- V&R 2008 上半期BEST（6月19日 V&Rクリエイト）※再編集作品
- 親子破壊スペシャル（7月17日 ナチュラルハイ）※再編集作品
- DANDY2周年 公式コンプリートエディション ちょいワル全仕事集 2007年6月～2008年5月（8月7日 DANDY）※再編集作品
- ふたなり村（8月21日 SODクリエイト）
- 中嶋興業作品集 LINEUP CATALOGUE Vol.2 少女・陵辱編（9月1日 中嶋興業）※再編集作品
- お兄ちゃんといっしょ! Vol.4（9月19日 RISING）
- Doki Doki 妹スク水SEX 2（9月26日 RISING）
- キャンギャル放浪記 シリーズ1 キャンペーンガールと奴隷商人の恋（9月26日 RISING）
- 美少女の洗髪・整髪 vol.1（10月3日 日昇出版）
- アイドルの卵にいたずらしたいから本格的な美少女戦隊ヒロイン役偽オーディションを開催!!（10月9日 HUNTER）
- 女子校生 顔面騎乗（10月18日 クリスタル映像）
- ○学生いじめっ子グループ厳選集（10月23日 ナチュラルハイ）※再編集作品
- 露出4（11月19日 ミスター・インパクト）
- えろかわ痴女っ娘 7（11月22日 クリスタル映像）
- 復活!光月夜也（12月5日 マックス・エー）

2009年
- マザコンレズビアン（1月15日、ワープエンタテインメント）
- フェラコレ2009冬SP（1月15日 隼エージェンシー）
- 女子校生とヲジサンのベロベチョ接吻とにゅるぬる手コキ（2月15日、ワープエンタテインメント）
- 極上手コキ vol.5（4月19日、ミスター・インパクト）